# Hőskeresők
A Hőskeresők 2012-ben készült, 2013-ban bemutatott magyar társadalmi filmszatíra Miklauzic Bence rendezésében. A film alapötletét a második világháborúban Magyarországon lezuhant, de a kényszerleszállást túlélt angol és amerikai pilótákkal kapcsolatosan egyes települések kollektív emlékezetében megmaradt történetek adták, de az alkotás egyben be kívánta mutatni a magyar vidéknek a rendszerváltáshoz való ambivalens hozzáállását is.

## Történet
|  | Alább a cselekmény részletei következnek! |

A munkanélküliségtől sújtott kis borsodi falu, a fiktív Kerepeshuta a rendszerváltás utáni első önkormányzati választásra készül, amikor egy amerikai kamionsofőr, Fred Pedruzzi érkezik a településre. A középkorú férfi apja emlékét keresi, aki pilótaként a falu közelében zuhant le repülőgépével a második világháború idején. Hamar kiderül, hogy a faluban 1944-ben valóban lezuhant egy amerikai repülőgép, de a temetőben csak hét elhunyt amerikai katona monogramja olvasható a közös sírkeresztjükön, a nyolcadiknak – Fred apjának – nincs nyoma. Rövidesen kiderül az is: voltak, akik látták, hogy a Liberator nyolcadik katonája ejtőernyővel földet ért, majd a Polyák-család faluszéli esztergályos műhelyében talált menedéket.
A polgármesterségre készülő, velejéig korrupt helyi potentát, Csornai először jó szereplési lehetőséget lát abban, hogy segít az amerikainak apja felkutatásában, ezért a helyi tanítót be is küldi Miskolcra levéltári kutatásokat végezni, a falu sírkövesénél pedig már kis híján megrendeli azt a majdani emlékművet, amelyet Fred apja, és a rejtegetéséért ugyancsak hősnek kikiáltott idősebb Polyák emlékére kíván felállítani a falu főterén. A kutatás azonban módfelett kellemetlen eredménnyel végződik: felszínre hoz olyan, mélyen lappangó emberi gyarlóságokat és bűnöket, amelyeket az előző generáció tagjai – köztük az idősebb Polyák, Csornai apja és mások – követtek el, és amelyek azóta is kibeszéletlen titkok maradtak a faluban. Kiderül például, hogy az öreg Polyákot többen is feljelentették (köztük Csornai apja is) idegen katona rejtegetéséért, emiatt az 1944 decemberében átmenetileg visszatért nyilasok nagyon meg is verték őt.
Csornai azonnal megzsarolja a tanítót, hogy elveszti állását, ha nem feledkezik meg rögvest a kutatásának eredményeiről, és ettől a pillanattól fogva egyre ellenségesebb az amerikaival szemben is, aki egyébként nem beszél magyarul, tehát tolmács (Csornai fia, a különangolra járó, de angolul kommunikálni jóformán csak tőmondatokban képes Atus) segítségével érintkezik a falu népével – bár lassanként úgy tűnik, hogy egyre több mindent ért a falubeliek magyar nyelvű, illetve nonverbális kommunikációjából is. Sokáig nem világos, miért, de Fredet igen ellenségesen kezeli a falubeliek egy része által némi gúnnyal csak "Vasember"-nek nevezett ifjabb Polyák is, aki – mint apránként kiderül – tapasztalt esztergályosként leginkább a közeli gyár küszöbön álló privatizációja miatt gyűlöli a kapitalistákat, így velük együtt általánosságban az amerikaiakat is. Gyorsan kiderül az is, hogy Polyák anyja emlékezhetne a pilótára, hiszen már férjes fiatalasszony volt 1944-ben. Ő azonban konokul, makacsul hallgat, még a fiával sem beszél, amikor az megpróbál puhatolózni az 1944-ben történtek felől.
Az egyre ellenségesebb hangulat végül egy szóváltás miatt tettlegességig fajul: a kocsma népe, köztük Csornaival és a kocsmárossal ütni-rúgni kezdi a kamionost. Ekkor lép közbe a mindeddig magába roskadva üldögélő öreg Sütő, aki megfékezi a verekedőket, majd elhatározza, hogy tiszta vizet önt a pohárba. Az amerikaival és a tolmácsfiúval Polyákékhoz indul, ahol drámai hatású jelenetben idézi fel a jelenlévők számára, mi történt 1944 Karácsonyán. Szavai szerint ugyanis az amerikai pilóta nemcsak hogy épségben, jó egészségben élte túl a zuhanást, de a faluban hamar szemet vetett az őt bújtató idősebb Polyák feleségére, sőt talán más nőkre is. A falu férfijai legalábbis ez utóbbitól tartottak (a jelenetből ítélve közéjük tartozhatott maga az öreg Sütő is), így egy alkalommal agyonverték, s a holttestet Polyákék telkén ásták el. Polyák néni kezdetben egy darabig erőtlenül tiltakozik az öreg Sütő által elmondottak ellen, végül elárulja, miért is hallgatott eddig oly konokul: az ifjabb Polyák valójában nem az általa szinte istenített idősebb Polyák fia, hanem az amerikai pilótáé.
A film végén Fred Pedruzzi megcsömörlötten indul haza Amerikába, a falu lakóira pedig ott vár a nagy feladat: szembenézni a közösség fél évszázados, kollektív ősbűnével, és feldolgozni maguk számára azt.
|  | Itt a vége a cselekmény részletezésének! |

## Szereplők
- Polyák (ifj. Polyák István) – Stohl András
- Fred (Fred Pedruzzi) – Mike Kelly
- Csornai (Csornai Pál) – Znamenák István
- Atus (Csornai Attila) – Matola Norbert
- Sütő – Lengyel Ferenc
- Polyák néni (özv. id. Polyák Istvánné) – Bodnár Erika
- Sütő bácsi – Hollósi Frigyes
- Tivadar – Vass György
- Hivatalnok – Gados Béla
- Sírköves – Ficzere Béla
- Parasztasszony – Járó Zsuzsa

## További közreműködők
Fényképezte: Miklauzic Márton; zeneszerző: Hammer Zsolt, Jávorka Ádám; díszlet: Szabolcs János, Kellényi Kata; jelmeztervező: Ferencz Zsófi; helyszíni hang: Várhegyi Rudolf; mikrofonos: Csóka Samu.
Casting director: Mattyasovszky Zsolnay Bálint; gyártásvezető: Csutor György; maszkmester: Gerő Szandra; fodrász: Vincze Gabriella; rendezőasszisztens: Szigeti Csilla, Szőke Anna; naplóvezető: Szigeti Kriszta; felvételvezető: Béres Ferenc, Maros Tamás; helyszínkereső: Molinár István; fővilágosító: Krautwurst Tibor; berendező: Einhorn Zsuzsa; kellékes: Mádi Ferenc, Pötörke Sándor; építész: Balaskó Mihály; kaszkadőr szakértő: Kivés György.
A filmben felhasznált zene: Heavy Load (zeneszerző és előadó: Palo Chodelka); a filmben archív felvételek szerepelnek a Panoráma és a Van benne valami c. tévéműsorok 1990-es adásaiból.
Utómunka: Magyar Filmlabor; utómunka-koordinátor: Janovszki Hanga. Főcím: Juhász Csaba.

## Érdekességek
- A filmet mindössze tíz nap alatt forgatták le, 2012-ben, s az alkotóknak komoly nehézséget jelentett, hogy olyan településekre, településrészletekre bukkanjanak, amelyek kinézetükben még a rendszerváltás éveinek magyar falvait idézik. A megfelelő külső (és részben belső) helyszíneket végül Pátyon és Tökön találták meg, a töki forgatási helyszínek egy része a települést kicsit is ismerők számára teljesen egyértelműen felismerhető.
- A film munkacíme a forgatás idején még Mennyből az angyal volt, erre utalás olvasható a stáblistában is.
- Stohl András a korábbi börtönbüntetése után először ebben a filmben kapott filmszerepet, Hollósi Frigyesnek pedig élete egyik legutolsó filmbéli alakítása volt az öreg Sütő szerepe.[2]
- A tévéfilm 2013. augusztus 27-i országos premierjéről nem csak, hogy nem jelent meg róla sajtóanyag, hanem még a tévéfilmet adó m1-tól is elutasítást kapott a produkció iránt érdeklődő egyik internetes portál.[2]

## Cikkek
- Tarnóczy Orsolya: Hőskeresők: egy falu ősbűne[halott link]
- Libor Anita: Stohl András újra forgat
- Magyarkúti Barna: A saját filmje sem érdekli az m1-et
- Magyarkúti Barna: Stohl Andrást agyonnyomja a valóság
- Asanisimasa: Hőskeresők (2013)
- kiskirály.blog.hu[halott link]